# Kalcium-citrát
A kalcium-citrát a citromsav kalciummal alkotott sója, más elnevezése a kalcium citrátoknak monkalcium-citrát, dikalcium-citrát vagy trikalcium-citrát. Élelmiszerekben E333 néven használják, elsősorban tartósítószerként, jellegzetes sós-savanyú íze miatt ízanyagként (a nátrium-citráthoz hasonlóan), valamint egyes táplálékkiegészítőkben kalcium-forrásként. Vízlágyítóként is alkalmazzák, mert egyes, a vízben oldott állapotban található fémeket megköt.

## Kémiai és biológiai hatásai
Hideg vízben oldódik és forraláskor fehér csapadék válik ki belőle, majd azután a hőmérséklet emelkedésére kristályosodik.
A kalcium-citrát erősítheti az alumínium mérgező hatásait. A kalcium-karbonátnál 2,5-ször nagyobb arányban szívódik fel, ezért egyes testsúlycsökkentő műtéteken (ahol a vékonybél egy szakaszát eltávolítják) átesett betegek esetén táplálék-kiegészítőként alkalmazzák. Élelmiszerekben E333 néven savanyúságot-szabályozó anyagként, ízanyagként használják. Előfordulhat lekvárokban, édességekben, jégkrémekben, fagylaltokban, szénsavas üdítőitalokban, tejtermékekben, és egyes sajtokban. Élelmiszerek esetén a napi maximum beviteli mennyisége nincs korlátozva.

## Egyéb kalcium-citrátok
Háromféle kalcium-citrát létezik:
- 1: monokalcium-citrát (képlete CaH4(C3H5O(COO) 3) 2)
- 2: dikalcium-citrát (képlete: Ca2H2 (C3H5O(COO) 3) 2)
- 3: trikalcium-citrát (képlete: Ca3 (C6H5O7) 2)

A kalcium-citrát megjelölés általában a trikalcium-citrátra vonatkozik.